# Chesley Sullenberger

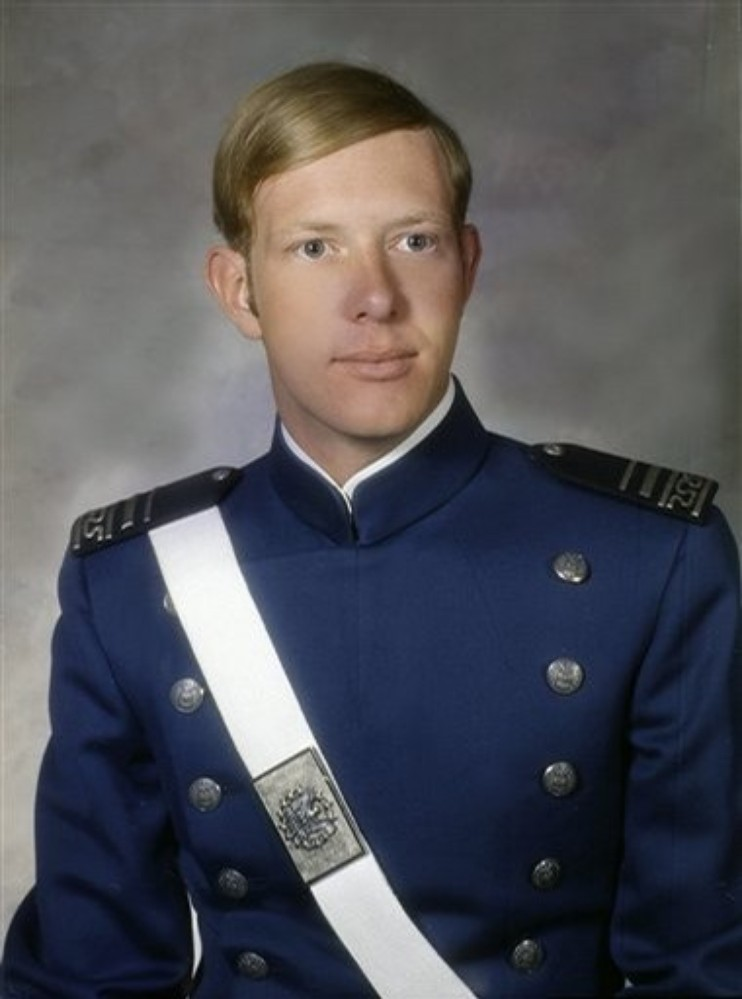
Chesley Sullenberger na zdjęciu US Air Force z roku 1973

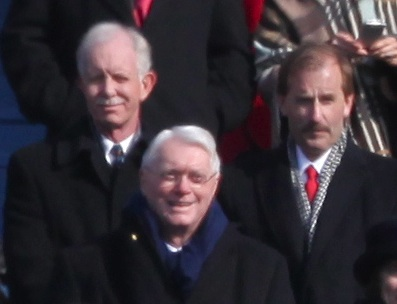
Chesley Sullenberger (z lewej) podczas inauguracji prezydenta Obamy, styczeń 2009

Chesley Sullenberger (ur. 23 stycznia 1951 w Denison) – amerykański pilot wojskowy i cywilny.

## Życiorys
Potomek szwajcarskich osadników, którzy w XVIII wieku wyjechali do Ameryki z Wynigen w kantonie Berno, syn dentysty i nauczycielki, wychowywał się i uczęszczał do szkół w Denison (Teksas). Naukę w miejscowej Denison High School ukończył w 1969, a następnie podjął studia w wojskowej uczelni lotniczej. Ukończył je w 1973 i do roku 1980 służył w wojskowym lotnictwie amerykańskim jako pilot myśliwski, osiągając stopień kapitana. W czasie służby wojskowej był m.in. członkiem zespołu dochodzeniowego do spraw badania przyczyn wypadków lotniczych.
W 1980 przeszedł do lotnictwa cywilnego i zatrudnił się w Pacific Southwest Airlines (linie te przejęte zostały w 1988 przez US Air, które później przekształcone zostały w US Airways). Miał licencję na prowadzenie samolotów jedno- i wielosilnikowych, przez blisko 40 lat praktyki w lotnictwie wojskowym i cywilnym uczestniczył w licznych programach szkoleniowych – najpierw jako ich słuchacz, a potem jako instruktor. Miał 19 tysięcy godzin wylatanych na samolotach Airbus A320 i podobnych. Brał udział także w dochodzeniach przyczyn awarii lotniczych, był autorem opracowań szkoleniowych dotyczących metod postępowania i dowodzenia załogą samolotów cywilnych w sytuacjach kryzysowych.
Sullenberger ukończył także psychologię przemysłową w Purdue University oraz administrację publiczną w University of Northern Colorado. Ma żonę i dwie córki, mieszka w Danville (Kalifornia).

## Awaryjne lądowanie na rzece Hudson
Chesley Sullenberger stał się postacią publiczną po tym, jak 15 stycznia 2009 jako pilot samolotu rejsowego lotu US Airways 1549 dokonał skutecznego lądowania awaryjnego (wodowania) na tafli wody rzeki Hudson w centrum aglomeracji nowojorskiej, kiedy tuż po starcie jego Airbus A320 zderzył się z kluczem gęsi, w wyniku czego obydwa silniki samolotu uległy awarii. Spośród 150 pasażerów i 5 członków załogi znajdujących się na pokładzie nikt nie zginął.
Wypadek, który wydarzył się w środku wielkiego miasta, w ciągu dnia i w warunkach bardzo dobrej widzialności, zaobserwowany był przez licznych świadków i kamery, a sprawnie przeprowadzona akcja ratunkowa była transmitowana przez liczne stacje telewizyjne na całym świecie. Doświadczenie Sullenbergera i jego załogi pozwoliło doprowadzić do szczęśliwego końca wydarzenie, które grozić mogło śmiercią wielu setek ludzi, za co zarówno kończący swą kadencję prezydent George W. Bush, jak i prezydent elekt Barack Obama wyrazili mu najwyższe swoje uznanie, podobnie jak burmistrz Nowego Jorku Michael Bloomberg. Barack Obama wystosował Sullenbergerowi specjalne zaproszenie na uroczystość inauguracji swej prezydentury na 20 stycznia, a 22 stycznia Związek Pilotów i Nawigatorów Lotniczych (Guild of Air Pilots and Air Navigators) nagrodził go swym medalem mistrzowskim.
Wydarzenia te były podstawą filmu pt. Sully z 2016.

## Odznaczenia (lista niepełna)
- Officier Legii Honorowej – Francja, 2010[3]